# Monestier-de-Clermont
Monestier-de-Clermont is een gemeente in het Franse departement Isère (regio Auvergne-Rhône-Alpes). De plaats maakt deel uit van het arrondissement Grenoble. Monestier-de-Clermont telde op 1 januari 2022 1.463 inwoners.

## Geografie
De oppervlakte van Monestier-de-Clermont bedroeg op 1 januari 2022 5,45 vierkante kilometer; de bevolkingsdichtheid was toen 268,4 inwoners per km².

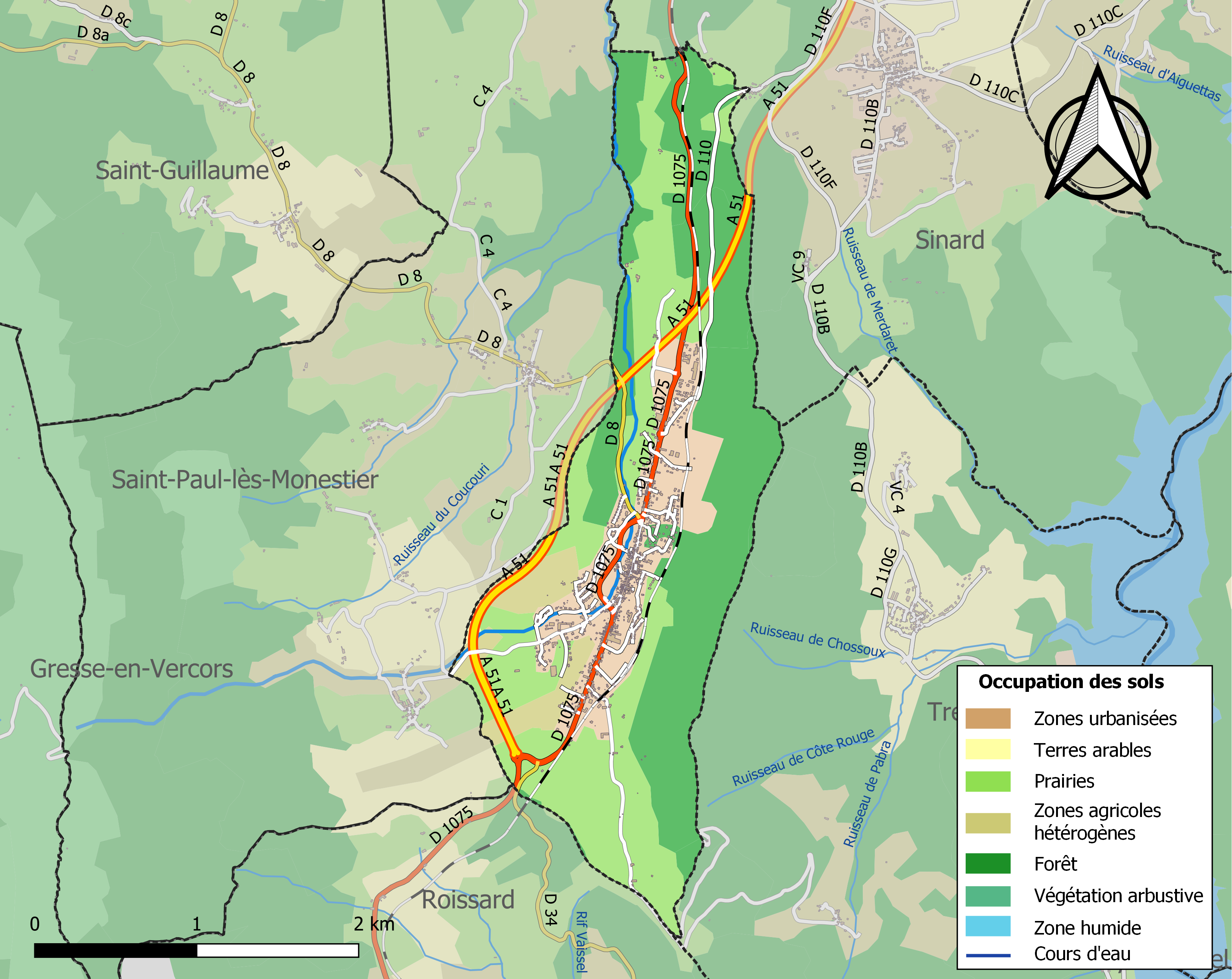
Kaart van de gemeente met de belangrijkste infrastructuur, bodemgebruik en omliggende gemeenten

## Verkeer en vervoer
In de gemeente ligt spoorwegstation Monestier-de-Clermont.

## Demografie
Onderstaande figuur toont het verloop van het inwonertal (bron: INSEE-tellingen).

## Afbeeldingen

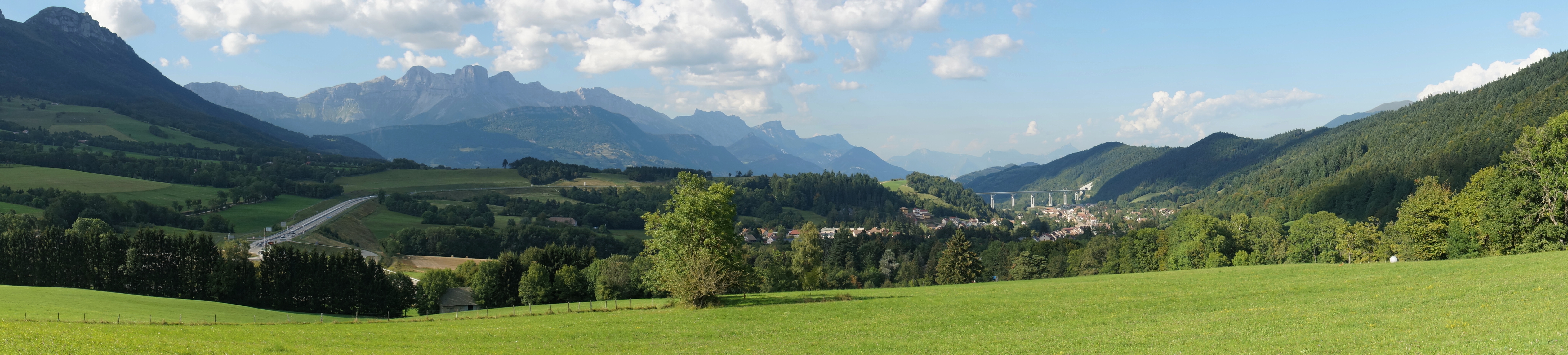
Gezicht op de Col du Fau, Monestier-de-Clermont en het viaduct van de A 51
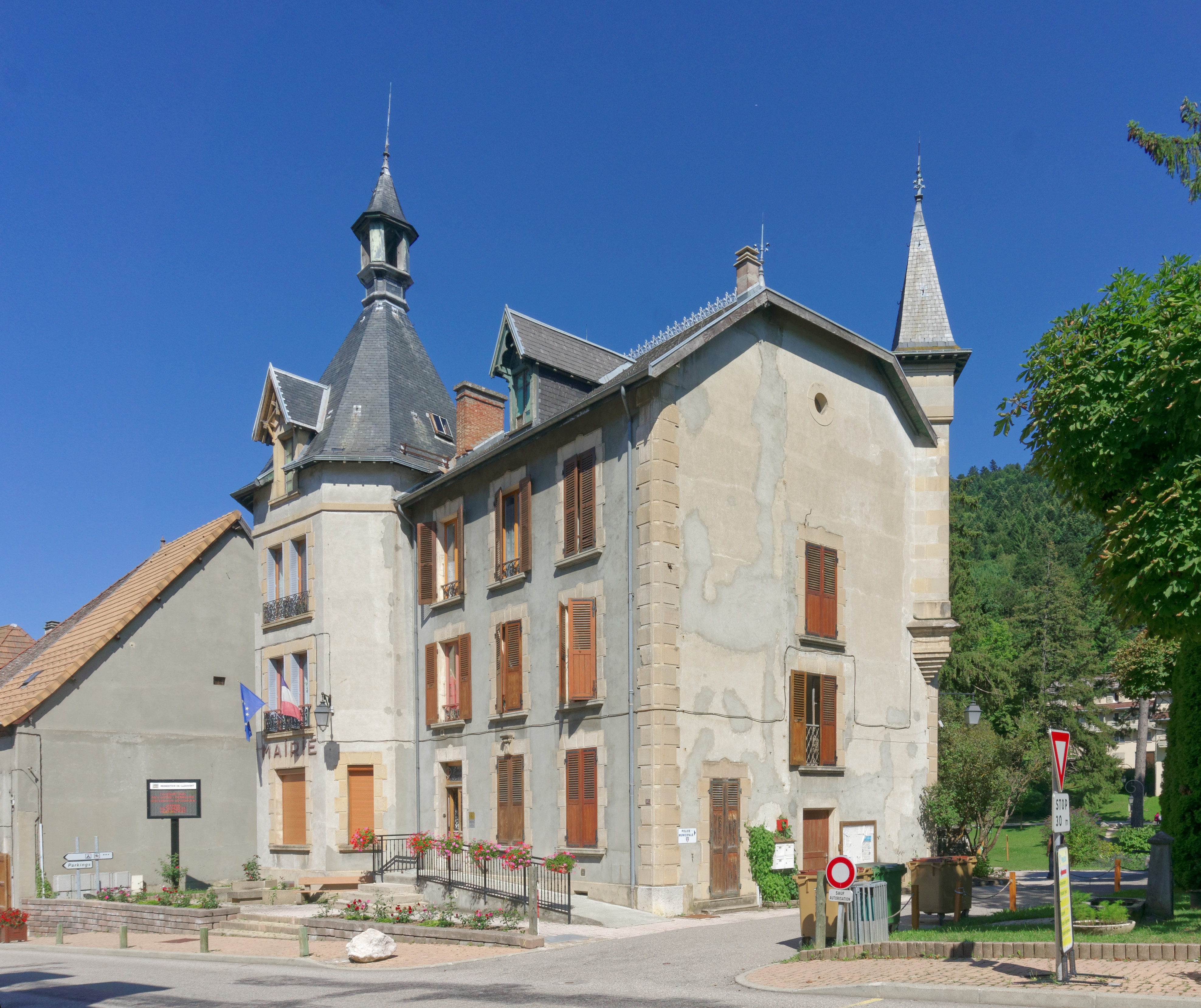
Gemeentehuis
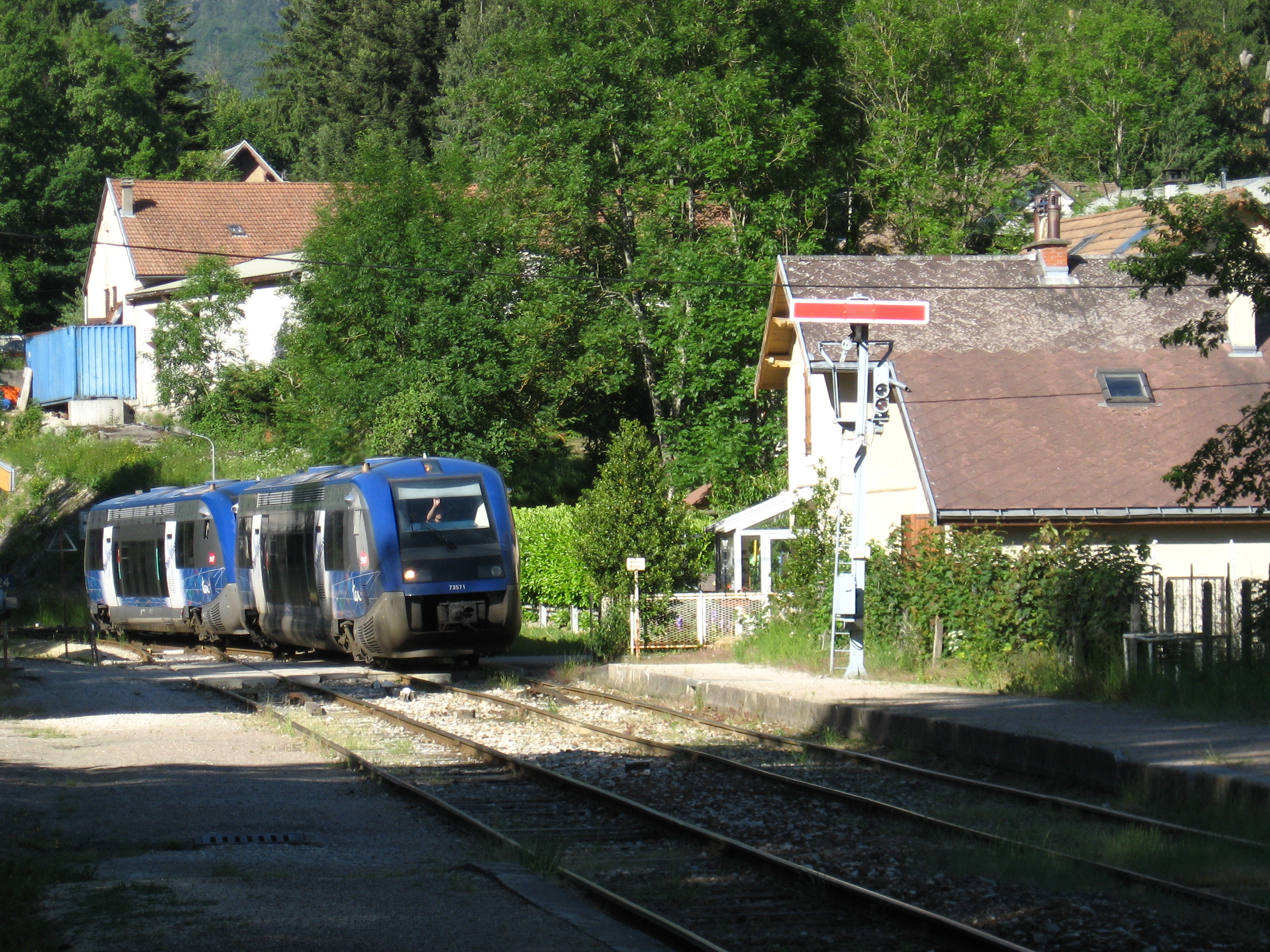
Station